# 宁夏回族自治区图书馆
宁夏回族自治区图书馆是位于宁夏回族自治区银川市金凤区的一座综合性研究型公共图书馆，国家一级图书馆。2010年入选第三批全国古籍重点保护单位。
下属有宁夏全区文献收藏与借阅中心、公共信息资源共享中心、古籍保护中心、图书馆专业技术人员培训中心。

## 概述
1916年（民国5年），重视教育的宁夏护军使兼宁夏将军马福祥个人捐资在宁夏创办公共图书馆一所，此为宁夏最早的图书馆。
1929年（民国18年），宁夏省政府主席吉鸿昌成立一个流动的军队图书馆，军民均可借阅。
1930年（民国19年），宁夏省建设厅在银川中山公园内设立了民众图书馆。
1934年9月，银川成立宁夏省立图书馆，位于银川玉皇閣，首任馆长郑淑婉（后任宁夏女子中学校长）。至1949年，藏書只有1万冊，工作人員僅3人。
1949年9月，館名改為寧夏省人民圖書館。1955年寧夏省建制撤銷，該館改名為甘肅銀川專區圖書館。1957年又改名為銀川市圖書館。
1958年10月，寧夏回族自治區成立，籌建寧夏回族自治區圖書館，館址選在銀川市解放西街，館舍面積524.6平方公尺。
1960年遷至銀川市利群東街，館舍面積近2,000平方公尺；1963年l月銀川市圖書館併入自治區圖書館。
1980年年底新館舍在銀川新市區西夏公園的東側落成，占地面積26,616.4平方公尺。建築面積11,675平方公尺，其中書庫3,065平方公尺，閱覽和辦公大樓3,200平方公尺，其他輔助設施5,419平方公尺。
先後接受中國回民文化協進會、北京圖書館、首都圖書館、中國人民大學圖書館以及北京、陝西、廣東、廣西等12個省、自治區、直轄市贈送調撥的書刊30万餘冊。據1991年12月統計，讓館共有藏書126万冊，其中中文圖書94万冊，外文圖書3万冊，中外文期刊報紙合訂本約6万冊，中文古籍圖書13万冊，聲像資料1,337件。
2021年1月该图书馆官网数据显示，宁夏回族自治区图书馆建筑总面积3.32万平方米，阅览座位2000余个，内设14个机构部门，在编职工188人，馆藏纸质文献190万册（件），数字资源30TB。
特色馆藏有西夏文獻資料、寧夏地方文獻資料、阿拉伯文獻資料以及西什库教堂文献。

## 珍贵文献
宁夏回族自治区图书馆收藏古籍13.1万册，其中善本82种。西什库教堂藏书、回伊文献、宁夏地方文献为其特色藏品。入选第二批《国家珍贵古籍名录》1部。该馆有专用古籍书库3个，面积1100平方米。
2018年，宁夏回族自治区图书馆收藏的古籍3067部，其中《朱子年谱四卷考异四卷附录二卷》、《苏文忠公全集一百一十卷年谱一卷》（明嘉靖十三年(1534年)江西布政司刻本）、武英殿内府本《御选唐宋文醇》入选了国家珍贵古籍名录。
另藏有约7000册16-19世纪的西什库教堂(北堂)藏书。

## 出版物
宁夏回族自治区图书馆编辑的图书有《阅读研究〈红楼梦〉资料选编》《中文工具书联合目录》《宁夏图书馆线装古籍目录》《宁夏回族自治区珍贵古籍名录图录 》《黄河经济与黄河文化研究文献索引》《图书馆学基础知识》等。
1979年，宁夏图书馆和自治區圖書館學會共同編輯《寧夏圖書館通訊》（季刊）创刊，1986年更名為〔圖書館理論與實踐〕，在全國公開發行。该刊物分别于1989年、1993年、1995年、1998年、2002年、2006年6次获“全国图书馆学优秀期刊奖”。

## 读者服务
截止2021年1月，宁夏回族自治区图书馆设有阅读推广主题区、综合图书区等主题服务区，图书馆有全覆盖的无线网络（wifi），开通了网站、微博、微信等各类服务信息，图书馆365天免费开放，年接待读者近150万人次（含市、县、区53个服务网点近20万人次），图书外借85万册次（含53个服务网点30万册次），举办讲座、展览近80场次。

### 开放时间
开闭馆时间：8:30—20:30。
办证、借阅时间：9:30—18:30借阅区域：二楼各区域、三楼各区域、四楼专家阅览室、数字化体验区。
借还书办理地点：二楼南门借还书处与各开放区自助借还机处。
咨询办证地点：二楼南门咨询办证处。
少儿借还书地点：二楼少儿图书馆。

### 读者须知
一、请自觉遵守公共文化场所的相关规定。
二、请注意仪表，衣冠整洁，勿穿背心、拖鞋等入馆。
三、请将不符合入馆规定的包裹、物品、食品寄放在存包处。严禁携带易燃、易爆等违规品入馆。
四、请勿在馆区内吸烟、使用明火和食用食品。
五、请勿占座，离开学习区时自觉将随身物品带走。
六、请在各区域就近阅览，阅览后将此区域书刊放置在指定位置。
七、请保持馆区安静，不大声喧哗、吵闹。入馆应将手机及其他电子产品置于静音状态。
八、请自觉维护馆内卫生，勿在馆区随地吐痰和乱贴乱画乱扔纸屑等。
九、请配合工作人员管理，如有咨询应文明用语。
十、请自觉遵守该馆各项规定，爱护书刊资料和一切公共财物，如损坏须按规定赔偿。